# 데카르트 좌표계
데카르트 좌표계(영어: Cartesian coordinate system)는 임의의 차원의 유클리드 공간(혹은 좀 더 일반적으로 내적 공간)을 나타내는 좌표계 중 하나이다. 천장을 날아다니며 옮겨붙는 파리를 통해 영감을 얻어 해당 좌표계를 발명한 프랑스의 철학자이자 수학자인 르네 데카르트의 이름을 따서 지어졌다. 2차원 데카르트 좌표계는 좌표평면(座標平面, 영어: coordinate plane), 3차원 데카르트 좌표계는 좌표공간(座標空間, 영어: coordinate space)이라고도 한다. 직교 좌표계(直交座標系, 영어: orthogonal coordinate system)는 데카르트 좌표계를 포함하여 극좌표계, 원통좌표계, 구면좌표계 등 좌표축과 평행한 단위벡터끼리 항상 서로 수직한 모든 좌표계를 총칭하는 표현이다. 데카르트 좌표계는 극좌표계 등 다른 좌표계와 달리, 임의의 차원으로 쉽게 일반화할 수 있다. 데카르트 좌표계는 나타내는 대상이 평행 이동에 대한 대칭을 가질 때 유용하나, 회전 대칭 등 다른 꼴의 대칭은 쉽게 나타내지 못한다. 일반적으로 주어진 유클리드 공간에 기저와 원점이 주어지면 이를 이용하여 데카르트 좌표계를 정의할 수 있다.
가장 흔하게 볼 수 있는 좌표평면이나 좌표공간의 경우, 데카르트 좌표를 통상적으로 라틴 문자 x, y, z로 적는다. 4차원인 경우, w나 (물리학에서 시공을 다루는 경우) t를 쓴다. 임의의 차원의 경우에는 첨자로 xn의 꼴로 쓴다.
특히 좌표평면은 집합의 정보, 함수의 정보, 다항식의 정보, 행렬의 정보들을 한 공간에서 표현할 수 있는 정보의 통일된 규칙이 적용된다는 점에서 중요한 의미가 있다.
또한 이러한 데카르트 좌표계의 정보는 고차원의 데카르트 좌표계뿐만 아니라 다른 좌표계의 정보로 확장될 수 있어 더욱 중요한 의미를 가지며 지금까지도 계속해서 쓰이고 있다.

## 좌표평면

좌표평면의 예

오늘날에 사용하는 좌표평면은 xy평면을 이루는 서로 직교하는 x축(수평 방향)과 y축(수직 방향)으로 정의한다. x축과 y축이 만나는 점을 원점이라고 부른다.

### 사분면
좌표평면의 사분면(四分面, 영어: quadrant)은 x축, y축으로 나뉘는 좌표평면 상의 네 부분을 말한다. 제1사분면 ~ 제4사분면으로 나뉜다.
제1사분면은(+,+) 제2사분면은(-,+) 제3사분면은(-,-) 제4사분면은(+,-)

## 좌표공간
오늘날에 사용하는 좌표공간은 xy평면, xz평면, yz평면으로 이루어지는데 이 세 평면은 서로 직교하며 평면을 이루는 x축(수평 방향)과 y축(수직 방향) 그리고 z축 또한 서로 직교한다. x, y, z축이 만나는 점을 원점이라고 부른다.

## 같이 보기
- 르네 데카르트
- 복소평면
- 극좌표계
- 구면좌표계
- 원통좌표계

## 참고자료
- 0에서 무한까지(크리스 워링, 세종연구원, 2014.1.14)